# 아사이 하루미
아사이 하루미(浅井 晴美, 1972년 4월 21일 ~ )는 일본의 여성 성우이다. 아이치현 출신이며, 오피스CHK 소속이다.

## 출연작품

### TV 애니메이션
2002년
- 아따맘마 (아사다)

2003년
- 바스토프 레몬 (헤스티아(리들))
- MOUSE (폰)
- 나루타루 (히로코의 엄마)

### OVA
2003년
- 캐슬 판타지아 성마대전 (실루에라 프리스너) : 후카이 하루카 (深井晴花) 명의

### 게임
1998년
- 엑소더스 길티 (프레아)

2002년
- 파랜드 심포니 (아이샤)
- 멘 앳 워크!3~헌터들의 청춘~ (저스틴 클라이톤, 아야노코우지 미즈호) : 후카이 하루카 (深井晴花) 명의

2003년
- Iris ~이리스~ (쿠와사카 나츠미)
- 유부녀 코스프레 찻집 (후와 료카) : 후카이 하루카 (深井晴花) 명의
- After… (미츠카이치 사오리) : 후카이 하루카 (深井晴花) 명의
- 타마큐우 (타키자와 카즈키) : 후카이 하루카 (深井晴花) 명의
- EVE burst error (아쿠아 로이드) : 후카이 하루카 (深井晴花) 명의

2004년
- 너스에게 맡겨둬 (스메라기 사야카) : 후카이 하루카 (深井晴花) 명의

2005년
- 추색연화 (우부카타 란코) : 후카이 하루카 (深井晴花) 명의
- 파르페 ~쇼콜라 second brew~ (카와바타 미즈나) : 후카이 하루카 (深井晴花) 명의
- D-spray 미약으로 인기만점 과장 대리 보좌 (오오이다 카오루) : 후카이 하루카 (深井晴花) 명의
- Angel's Feather (니이지마 루카) : 후카이 하루카 (深井晴花) 명의
- F.E.A.R. 일본어판 (권진선/진 스완)

2006년
- 강아지와 살자 (모치즈키 나데시코) : 후카이 하루카 (深井晴花) 명의
- 파르페 -Chocolat Second Style- (카와바타 미즈나) : 후카이 하루카 (深井晴花) 명의
- 츠마시보리 (츠바키 유키에, 하스마 카나에) : 후카이 하루카 (深井晴花) 명의
- 멘 앳 워크!4~헌터들이여 영원히~ (시즈호 에인즈워스, 저스틴 클라이톤) : 후카이 하루카 (深井晴花) 명의
- 기계장치의 이브 ~Dea Ex Machina~ (이슈탈, 아마테라스) : 후카이 하루카 (深井晴花) 명의
- D-spray2 미약으로 인기만점 과장 대리탕 연기 여정편 (오오이다 카오루) : 후카이 하루카 (深井晴花) 명의
- EXTRAVAGANZA ~벌레를 사랑한 소녀~ (유리아) : 후카이 하루카 (深井晴花) 명의
- 종말소녀환상 앨리스 매틱 (이쥬인 미카게) : 후카이 하루카 (深井晴花) 명의
- 던전 크루세이더즈 (클로디아 클라우지스, 나나미) : 후카이 하루카 (深井晴花) 명의

2007년
- 연희무쌍 ~두근☆소녀들의 삼국지 연의~ (하후돈) : 후카이 하루카 (深井晴花) 명의
- 엔죠이 ~2명의 음란한 여의와 에로 에로 연수 체험~ (니죠인 츠카사) : 후카이 하루카 (深井晴花) 명의
- 인공소녀3 (T형) : 후카이 하루카 (深井晴花) 명의
- Clover Point (시로츠메) : 후카이 하루카 (深井晴花) 명의

2008년
- 초앙섬인 하루카 (소우카쿠) : 후카이 하루카 (深井晴花) 명의
- 노예장교 클라리스 -백탁의 글로리에- (클라리스 폰 삿하) : 후카이 하루카 (深井晴花) 명의
- 어둠의 목소리 ZERO (미나미다 미츠토시) : 후카이 하루카 (深井晴花) 명의

2009년
- 메모리아 (샤를 카라일) : 후카이 하루카 (深井晴花) 명의